# Jessica McNamee
 (août 2019).
Jessica McNamee, née le 16 juin 1986 à Sydney, en Australie, est une actrice australienne. Elle est connue pour son rôle de Theresa Kelly dans la série Sirens. Elle également joué des seconds rôles dans des films connus comme Je te promets aux côtés de Channing Tatum et Rachel McAdams, Battle of the Sexes aux côtés d'Emma Stone et Steve Carell ou encore En eaux troubles aux côtés de Jason Statham. Elle a une sœur aînée, Penny McNamee (en), également actrice.

## Filmographie

### Cinéma
- 2009 : The Loved Ones de Sean Byrne : Mia
- 2012 : Je te promets (The Vow) de Michael Sucsy : Gwen
- 2017 : CHiPs de Dax Shepard : Lindsey Taylor
- 2017 : Battle of the Sexes de Jonathan Dayton et Valerie Faris : Margaret Smith Court
- 2018 : The Neighbor d'Aaron Harvey
- 2018 : I'm Just F*cking With You d'Adam Mason
- 2018 : En eaux troubles de Jon Turteltaub : Lori Taylor
- 2020 : Black Water: Abyss
- 2021 : Mortal Kombat de Simon McQuoid : Sonya Blade
- 2025 : Mortal Kombat 2 de Simon McQuoid : Sonya Blade

### Télévision
- 2012 : Scruples (série télévisée) : Maggie
- 2012 : FBI : Duo très spécial (série télévisée) : Penny Chase
- 2014-2015 : Sirens (série télévisée) : Theresa Kelly
- 2018 : Into the Dark (Série télévisée, Saison 1-Épisode 7) : Rachel Adams